# Namalandia
Namalandia fue un bantustán situado en África del Sudoeste (actual Namibia), destinado por el gobierno sudafricano del apartheid para contener a los miembros de la etnia nama.

## Formación

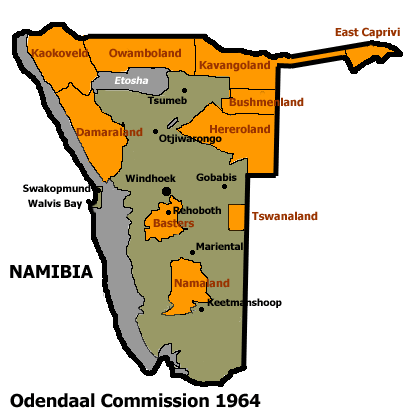
Bantustanes en el territorio de África del Sudoeste, con Bushmanland al noreste del país.

Su creación fue producto de la política de desarrollo separado que el gobierno de Sudáfrica implementó como parte de su sistema de apartheid durante la ocupación y administración de la antigua colonia alemana de África del Sudoeste.
La premisa principal detrás de su creación fue la de dedicar un área de territorio reservada exclusivamente para los nama (el subgrupo más grande de los khoikhoi), donde éstos pudieran desarrollarse en forma aislada de las zonas reservadas a los blancos.
La región ocupó un área de 21.677 km² y, según el Reporte Odendaal publicado en 1964, contaba con una población de 35.000 habitantes para esa época. La lengua más hablada en esta región, el nama (o namagua), es el mismo khoisa hablado por los damara y los san.

## Disolución
Namalandia, como otros bantustanes de África del Sudoeste, fue abolido en mayo de 1989 al iniciarse la transición hacia la independencia de Namibia. En la actualidad el territorio de este bantustán forma parte de las regiones administrativas de Namibia llamadas Hardap y Karas.